# 아프리카의 여왕
《아프리카의 여왕》(영어: The African Queen)은 1951년 개봉한 영국, 미국의 모험, 드라마 영화이다. 존 휴스턴이 감독과 공동각본을 맡았으며, C. S. 포레스터의 동명소설이 영화의 원작이다. 1994년 미국 국립영화등기부에 등재되었으며, 이 영화를 통해 험프리 보가트는 아카데미 남우주연상을 수상했다.

## 줄거리
새뮤얼 세이어와 그의 여동생 로즈는 1914년 8월 독일령 동아프리카에서 활동하는 영국의 선교사이다. 그들의 우편물과 보급품은 거칠지만 털털한 캐나다인 정비공 찰리 올넛이 조종하는 작은 증기선인 아프리카의 여왕에 의해 전달되며, 그들은 그의 거친 행동을 억지로 참아준다.

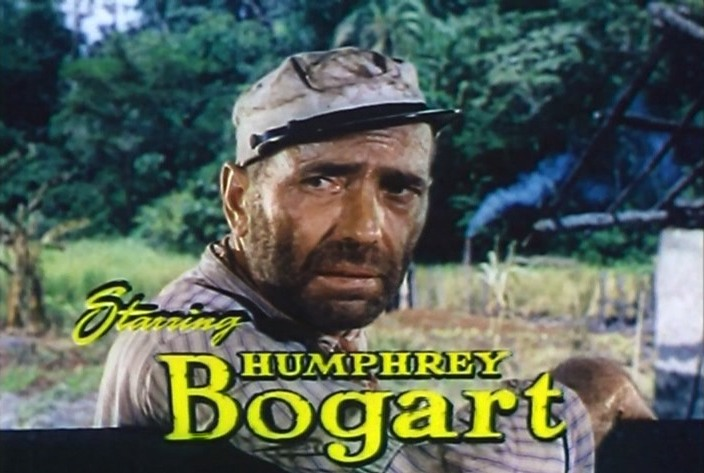

찰리가 세이어 남매에게 독일 제국과 그레이트브리튼 아일랜드 연합왕국 사이에 전쟁이 발발했다고 경고했을 때, 그들은 쿵두에 남기로 결정하지만, 독일 식민지군이 마을을 불태우고 마을 주민들을 강제 징집하는 것을 목격한다. 새뮤얼이 항의하자 병사에게 맞고 곧 발열로 정신이 혼미해지다가 얼마 지나지 않아 사망한다. 찰리는 로즈가 오빠를 묻는 것을 돕고 그들은 아프리카의 여왕을 타고 탈출한다.
찰리는 로즈에게 영국군이 강 하류에 있는 큰 포함인 Königin Luise의 존재 때문에 독일군을 공격할 수 없다고 말한다. 로즈는 아프리카의 여왕을 어뢰정으로 개조하여 Königin Luise를 침몰시킬 계획을 세운다. 설득 끝에 찰리는 그 계획에 동의한다.
찰리는 로즈에게 노를 저어 강을 항해하게 하고 자신은 엔진을 돌보게 한다. 보트에 최소한의 침수만으로 첫 번째 급류를 통과하자 로즈는 용기를 얻는다. 독일 요새를 지나갈 때, 병사들이 그들을 향해 총을 쏘기 시작하여 보일러가 손상된다. 찰리는 두 번째 급류에 진입하기 직전에 압력 호스를 다시 연결하는 데 성공한다. 보트는 급류를 따라 굴러가고 흔들리면서 갑판에 더 심한 침수가 발생한다. 성공을 축하하던 찰리와 로즈는 서로를 껴안고 키스한다. 세 번째 급류는 보트의 프로펠러 샤프트에 손상을 입힌다. 그들은 강변에 원시적인 대장간을 설치하고 찰리는 샤프트를 곧게 펴고 프로펠러에 새 날을 용접하여 두 사람이 다시 출발할 수 있게 한다.

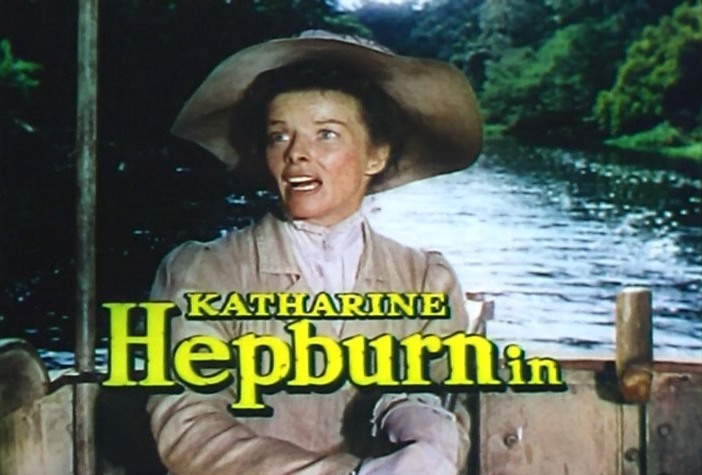

보트가 강 어귀 근처의 진흙과 빽빽한 갈대에 빠지자 모든 것이 끝난 것처럼 보인다. 남은 보급품도 없고 식수도 부족한 상황에서 로즈와 열병에 걸린 찰리는 둘 다 곧 죽을 것이라는 사실을 받아들이며 정신을 잃는다. 로즈는 조용히 기도한다. 그들이 잠든 사이, 폭우로 강 수위가 높아지고 아프리카의 여왕은 호수로 떠내려간다.
다음 이틀 동안 찰리와 로즈는 공격을 준비한다. Königin Luise가 돌아오자 찰리와 로즈는 어둠 속에서 아프리카의 여왕을 호수로 몰고 나가 충돌 코스를 설정할 작정이었다. 강한 폭풍이 몰아쳐 어뢰 구멍을 통해 아프리카의 여왕에 물이 쏟아져 들어온다. 결국 보트가 전복되어 찰리와 로즈는 물에 빠진다. 찰리는 폭풍 속에서 로즈를 놓친다.
찰리는 붙잡혀서 Königin Luise에 태워지고 독일 장교들에게 심문을 받는다. 로즈가 익사했다고 믿고 그는 간첩 행위 혐의에 대해 자신을 변호하려 하지 않고 독일 함장은 그에게 액사형을 선고한다. 찰리의 선고가 내려진 직후 로즈가 배 위로 끌려온다. 함장이 그녀에게 질문하자 로즈는 당당하게 Königin Luise를 침몰시키려는 음모를 고백하며, 더 이상 잃을 것이 없다고 결정한다. 함장은 그녀를 찰리와 함께 영국 스파이로 처형하라고 선고한다. 찰리는 독일 함장에게 자신들이 처형되기 전에 결혼시켜 달라고 요청한다. 함장은 동의하고, 가장 간략한 결혼식을 마친 후 처형을 집행하려 할 때 Königin Luise는 일련의 폭발로 흔들리며 빠르게 전복된다. 배는 전복된 아프리카의 여왕의 잠긴 선체와 충돌하여 어뢰가 폭발한 것이다. 새로 결혼한 부부는 침몰하는 배에서 탈출하여 함께 안전한 곳으로 헤엄쳐 간다.

## 출연

### 주연
- 험프리 보가트
- 캐서린 헵번

### 조연
- 로버트 몰리

## 기타
- 원작자: C.S. 포레스터
- 미술: 윌프레드 싱글레톤